# Hi, Hi, Hi
Hi, Hi, Hi  (auch Hi Hi Hi) ist ein Lied der britischen Musikgruppe Wings, das 1972 als Single mit doppelter A-Seite veröffentlicht wurde. Es ist die dritte Single der Wings. Komponiert wurde es von Paul McCartney und Linda McCartney.

## Hintergrund

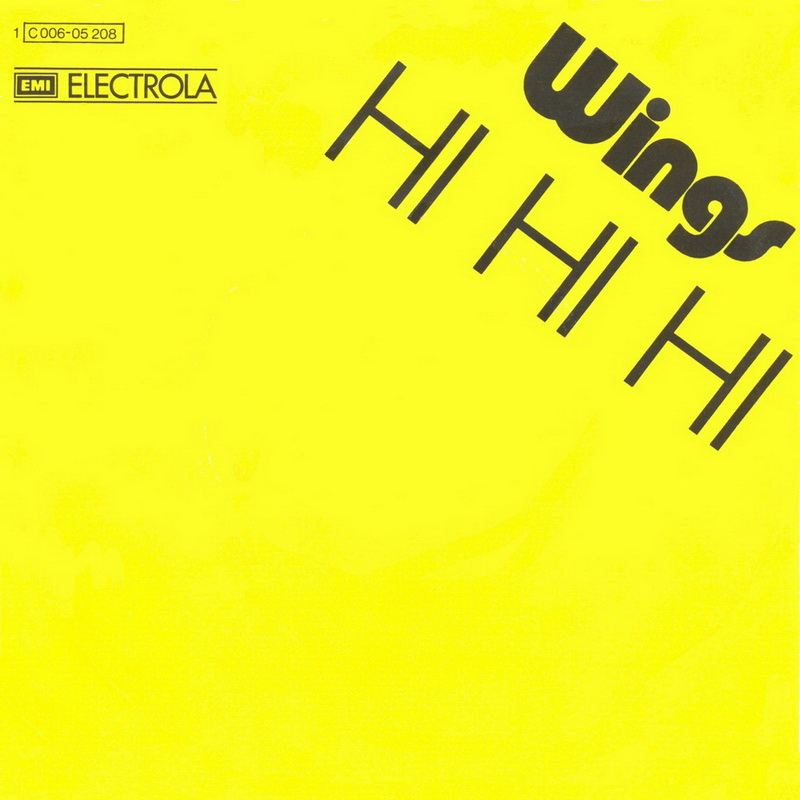
Deutsches Single-Cover Hi Hi Hi (ohne Nennung von C-Moon)

Paul McCartney sagte im Nachhinein über das Lied: „Ich nehme an, es ist ein bisschen ein schmutziges Lied, wenn Sex schmutzig und unanständig ist. Ich war in Spanien in einer sinnlichen Stimmung, als ich es schrieb. Für mich war es nur ein Song zum Abschluss unseres Auftritts und da er gut ankam, als wir auf dem Kontinent tourten, dachte ich, es wäre eine gute Single. Ich denke, es ist die beste Single, die wir als Wings gemacht haben.“
Hi, Hi, Hi war Paul McCartneys dritte Single im Jahr 1972. Die erste, im Februar 1972 veröffentlichte, Single Give Ireland Back to the Irish, die den Blutsonntag thematisierte, kam wegen des politischen Inhalts auf den Index de BBC. Die zweite Single Mary Had a Little Lamb, ein Kinderlied, im Mai 1972 veröffentlicht, wurde als textlich harmlos empfunden. Hi Hi Hi wurde während der Aufnahmen zum Album Red Rose Speedway eingespielt, wurde aber, wie beiden anderen aufgeführten Singles nicht für das Album verwendet.
Der Text von Hi, Hi, Hi lässt Interpretationen zu Drogenkonsum zu, so lauteten Textzeilen: „We′re gonna get hi, hi, hi with the music on“ oder „We're gonna get hi, hi, hi in the midday sun“, wobei „Hi, Hi, Hi“, wie „High, High, High“ gesungen wurde. Im Jahr 1972 waren die McCartneys bekannte Cannabis-Konsumenten und hatten zweimal Probleme mit dem Gesetz. Der erste Zwischenfall ereignete sich während der Wings Over Europe Tour im Sommer 1972, am 10. August, nach einer Wings-Aufführung in der Scandinavium Hall in Göteborg, Schweden, tauchten bewaffnete Polizisten im Zuschauerraum auf. Als Wings in ihre Umkleidekabine gingen, war der Weg versperrt und Paul McCartney, Linda McCartney und Denny Seiwell wurden wegen Cannabisbesitzes verhaftet. Sie wurden mit Geldstrafen in Höhe von insgesamt rund 1.000 Pfund belegt und die Tour durfte fortgesetzt werden. Fünf Wochen später beschloss die Polizei in Schottland, der Farm der McCartneys einen Besuch abzustatten. Fünf Cannabispflanzen wurden entdeckt und Paul wurde in zwei Fällen des Besitzes und in einem Fall des Anbaus der Droge angeklagt. Später wurde er zu einer Geldstrafe von 100 Pfund verurteilt.
Hi, Hi, Hi wurde bei seiner Veröffentlichung von der BBC boykottiert, was es zur zweiten Single von Wings innerhalb eines Jahres machte, die boykottiert wurde. Es waren aber nicht die Drogenreferenzen in Hi, Hi, Hi, die der BBC zunächst auffielen. Der Herausgeber des Liedes, Northern Songs, hatte den Radiosendern ein Textblatt geschickt, in dem die von der „Polyeder“-züchtenden Figur Achras im Werk Ubu Cocu von Alfred Jarry inspirierte Zeile „Get ready for my polygon“ fälschlicherweise als „Get ready for my body gun“ transkribiert wurde. Die BBC deutete diese Zeile als eine sexuelle Anspielung. McCartney sagte zu dem Missverständnis: „Hi, Hi, Hi wurde von unseren Freunden bei der BBC verboten, weil es angeblich sexuell anzüglich war. Ich glaube, sie dachten, ich würde body gun (Körperpistole) statt polygon singen. Ich bin mir nicht sicher, ob das mehr oder weniger suggestiv ist. Die Quintessenz hier ist, dass Sex und Drogen zwei der Grundnahrungsmittel des Rock'n'Roll sind. Darüber hinaus ist dies ein Genre, das Sex und Drogen offen als Spaß anerkennt.“
Die BBC spielte stattdessen C Moon, sodass die Single auch in Großbritannien ein kommerzieller Erfolg wurde.
Am Samstag, den 25. November, wurden die Musikvideos für Hi, Hi, Hi und C Moon im Southampton Studio in Großbritannien mit Steve Turner als Regisseur gedreht.
Das Lied wurde während der britischen Tournee von Wings 1973 und der Wings Over The World Tour 1975/6 gespielt, jeweils als Zugabe.
Die Single Hi, Hi, Hi erreichte Platz fünf in Großbritannien, Platz 16 in Deutschland und in den USA Platz zehn in den jeweiligen Charts. Somit war es die dritte Top-Ten-Single in Großbritannien und den USA für Paul McCartney.

## Aufnahme
Hi, Hi, Hi wurde von den Wings am 20. September 1972 in den Londoner Abbey Road Studios mit Paul McCartney als Produzenten aufgenommen. John Leckie und Alan Parsons waren die Toningenieure der Aufnahmen. Die Abmischung erfolgte am 6. November ebenfalls in den Abbey Road Studios.
Besetzung:
- Paul McCartney: Gesang, Bassgitarre, E-Gitarre
- Linda McCartney: Orgel, Hintergrundgesang
- Denny Laine: E-Gitarre, Hintergrundgesang
- Henry McCullough: E-Gitarre
- Denny Seiwell: Schlagzeug, Kuhglocke

## Veröffentlichung
- Die Single Hi, Hi, Hi / C Moon,[4] erschien am 1. Dezember in Großbritannien und am 4. Dezember in den USA. Als Titel für die ursprünglich geplante B-Seite war The Great Cock and Seagull Race, das erst 2012 auf der Wiederveröffentlichung des Albums Ram erschien, vorgesehen.
- In Bolivien erschien 1972 eine EP mit folgenden Liedern: Hi, Hi, Hi / C Moon / Mumbo / Tomorrow.[5]
- In Mexiko erschien 1972 eine EP mit folgenden Liedern: C Moon / Little Woman Love / Hi, Hi, Hi / Mary Had a Little Lamb[6]
- Eine Liveversionen von Hi Hi Hi erschien auf dem Alben Wings over America am 10. Dezember 1976.
- Am 7. Juni 1993[7] wurde die CD Red Rose Speedway in einer von Peter Mew remasterten Version veröffentlicht. Das Album hat vier Bonusstücke, erstmals Hi Hi Hi .[8]
- Hi, Hi, Hi erschien am 27. November 1978 auf dem Kompilationsalbum, Wings Greatest, am 7. Mai 2001 auf Wingspan: Hits and History und am 10. Juni 2016 auf Pure McCartney.
- Am 7. Dezember 2018 wurde Red Rose Speedway, zum zweiten Mal remastert, von dem Musiklabel Capitol Records als Teil der Paul McCartney Archive Collection veröffentlicht. Die Special Edition enthält Hi Hi Hi .[9]
- Am 14. Juni 2024 erschien das Wings-Album One Hand Clapping, es enthält Aufnahmen aus dem August 1974, so auch Hi Hi Hi.